# 2hollis
Холлис Фрейзер-Херндон (англ. Hollis Frazier-Herndon; род. 5 января 2004, Чикаго, Иллинойс), более известный как 2hollis — американский музыкант, рэпер и продюсер. 2hollis выпустил свой первый студийный альбом в 2022 году. Его песня 2023 года «Poster Boy» вошла в саундтрек EA Sports FC 24. Известность приобрел в 2024 году после выпуска таких синглов, как «crush» и «jeans», а также последующего третьего студийного альбома boy.
В 2024 году выступал на разогреве у Кена Карсона в его туре, The Chaos Tour.
В 2025 году, по версии американского издания Ones to Watch, был назван одним из 26 артистов, за которыми стоит следить в 2025 году, наряду с Addison Rae, Katseye.

## Биография
Холлис Фрейзер-Херндон родился 2004 года в Чикаго, Иллинойс, но в возрасте 9 лет переехал и рос дальше в Лос-Анджелесе. Его отец — музыкант Джон Херндон (также известный как A Grape Dope), барабанщик группы Tortoise, а его мать — Кэтрин Фрейзер, основательница Biz 3, Owsla. Сейчас она — мастер рейки и преподаватель в Калифорнийском университете в Лос-Анджелесе.

## Карьера
2hollis начал свою музыкальную деятельность под псевдонимом «Drippysoup» в 2018 году.
В 2020 году Холлис сменил псевдоним на 2hollis и присоединился к музыкальному коллективу OSX. В этот период Холлис писал музыку в средневековом, фентези стиле.
11 августа 2022 года 2hollis выпустил свой дебютный, и, самый ранний ныне доступный на музыкальных площадках студийный альбом White Tiger.
11 мая 2023 года вышел второй альбом под названием 2.
Третий студийный альбом boy, выпущенный 7 июня 2024 года, стал значительным шагом в развитии артиста. Альбом, полностью написанный и спродюсированный 2hollis, сочетает в себе множество жанров, отражая темы взросления и самоидентификации. Альбом сильно увеличил популярность 2hollis, boy был отмечен изданиями Pitchfork и Consequence. Трек «jeans» был признан одним из лучших песен 2024 года по версии The New York Times.
В августе 2024 года 2hollis выступал на разогреве у Кена Карсона в его туре The Chaos Tour. После этого он объявил о своём первом туре по Северной Америке, Leg One, а затем продолжил гастроли с турами Leg Two, Boy AU Tour и Boy Asia Tour в 2025 году.
Четвёртый студийный альбом Star, выпущенный 4 апреля 2025 года под лейблом Interscope Records. Синглы «afraid» (совместно с Nate Sib) и «style» предшествовали релизу альбома.

## Дискография

### Студийные альбомы
- White Tiger (2022)
- 2 (2023)
- boy (2024)
- star (2025)

### Микстейпы
- The Jarl (2021)
- Finally Lost (2022)

### Мини-альбомы
- Game World (2020) (как Drippysoup)
- Tree (2020)
- Meta (2021)
- As Within, As Without (2022)
- Lost Files (2022)

### Синглы
- SHEDIM (2021)
- Safety (2022)
- Actor (2022)
- Plaster (2022)
- Forfeit (2022)
- God (2023)
- Whiplash/Cliche (2023)
- Jeans (2023)
- Light (2024)
- Crush (2024)
- Trauma (2024)
- Gold (2024)
- Afraid (2025) (совместно с Nate Sib)
- Style (2025)
- left to right (2025) (совместно с rommulas)